# Скулкилл (округ)
Округ Скулкилл (англ. Schuylkill County) располагается в штате Пенсильвания, США. Официально образован 1 марта 1811 года. По состоянию на 2010 год, численность населения составляла 148 289 человек.

## География
По данным Бюро переписи США, общая площадь округа равняется 2025,382 км2, из которых 2015,022 км2 суша и 10,360 км2 или 0,540 % это водоемы.

## Население
По данным переписи населения 2000 года в округе проживает 150 336 жителей в составе 60 530 домашних хозяйств и 40 131 семей. Плотность населения составляет 75,00 человек на км2. На территории округа насчитывается 67 806 жилых строений, при плотности застройки около 34,00-х строений на км2. Расовый состав населения: белые — 96,62 %, афроамериканцы — 0,08 %, коренные американцы (индейцы) — 0,42 %, азиаты — 0,01 %, гавайцы — 0,35 %, представители других рас — 2,09 %, представители двух или более рас — 0,43 %. Испаноязычные составляли 1,11 % населения независимо от расы.
В составе 26,80 % из общего числа домашних хозяйств проживают дети в возрасте до 18 лет, 51,40 % домашних хозяйств представляют собой супружеские пары проживающие вместе, 10,20 % домашних хозяйств представляют собой одиноких женщин без супруга, 33,70 % домашних хозяйств не имеют отношения к семьям, 29,90 % домашних хозяйств состоят из одного человека, 16,50 % домашних хозяйств состоят из престарелых (65 лет и старше), проживающих в одиночестве. Средний размер домашнего хозяйства составляет 2,36 человека, и средний размер семьи 2,93 человека.
Возрастной состав округа: 20,90 % моложе 18 лет, 7,20 % от 18 до 24, 28,30 % от 25 до 44, 23,80 % от 45 до 64 и 23,80 % от 65 и старше. Средний возраст жителя округа 41 лет. На каждые 100 женщин приходится 99,10 мужчин. На каждые 100 женщин старше 18 лет приходится 97,20 мужчин.